# Oberndorf (Wernberg-Köblitz)
Oberndorf ist ein Ortsteil der oberpfälzischen Marktgemeinde Wernberg-Köblitz im Landkreis Schwandorf des Regierungsbezirks Oberpfalz im Freistaat Bayern.

## Geografie
Oberndorf liegt 4,5 Kilometer westlich des Autobahnkreuzes Oberpfälzer Wald, 5,4 Kilometer südwestlich von Wernberg-Köblitz. Nordwestlich von Oberndorf befindet sich das Quellgebiet des Hafnerbaches.

## Etymologie
Naheliegend für die Erklärung des Ortsnamens ist eine Ausbausiedlung oberhalb des Dorfes, wohl Neunaigen oder Saltendorf. Sieht man jedoch die Quelle im Leuchtenberger Lehenbuch als Erstnennung an, so ist der Familienname „Fricz Oberndorfer“ möglicherweise die wahrscheinlichere Bestimmung. Förderlich für die Übernahme des Namens war wohl auch die Lage des Ortes.

## Geschichte

### 10. bis 14. Jahrhundert
Oberndorf (auch: Oberndorff) liegt in einem Gebiet, in dem im 8. Jahrhundert slawische und deutsche Siedlungsbewegungen aufeinander stießen. Dies wird besonders durch die Ortsnamensforschung erläutert. Aus der ersten Siedlungsphase im 8. und 9. Jahrhundert stammen die Orte mit slawischen Namen, wie zum Beispiel Ober- und Unterköblitz, Döswitz, Döllnitz, Köttlitz und Hohentreswitz, und die Orte mit deutschen Namen, die echten -Ing-Orte, wie zum Beispiel Nessating. Aus der zweiten Siedlungsphase im 10. und 11. Jahrhundert stammen die Dorf-Orte, wie zum Beispiel Oberndorf, Friedersdorf, Haindorf, Saltendorf und Damelsdorf, die von deutschen Siedlern angelegt wurden.
Nach Georg Landgraf sollen hier die Ortenburger Grafen Besitzungen gehabt haben, die Graf Rapoto 1162 mit dem Bischof von Regensburg vertauschte. 1320 soll König Ludwig Otto dem Zenger die Vogtei zu Oberndorf etc. für seine im Elsaß geleisteten Dienste versetzt haben.
Oberndorf lag an einer alten Handelsstraße, die seit dem 14. Jahrhundert bestand. Von 1338 bis 1588 gab es in Pfreimd einen Eisenhammer. Das Roherz für diesen Eisenhammer wurde über eine in West-Ost-Richtung verlaufende Straße aus den Amberger Erzgruben herangeschafft. Diese Straße wurde „Hochstraße“ oder „Hohe Straße“ genannt. Sie verlief über Freudenberg, Kemnath am Buchberg, Trichenricht, Oberndorf, Saltendorf nach Iffelsdorf. Dort überquerte sie durch eine Furt die Naab und erreichte Pfreimd. Ihre Fortsetzung östlich von Pfreimd wurde „Erzstraße“ genannt. Sie führte über Köttlitz und Trausnitz zu den Eisenhämmern im oberen Pfreimdtal.
Aus dem ältesten Leuchtenberger Lehenbuch aus der Zeit von 1396/99 wird deutlich, dass ein Bürger von Kemnath Lehen „bey Oberndorf“ (Oberndorf bei Kemnath) bekommen hatte, die vorher „Fricz Oberndorfer an dem Stainperg gehabt hat“. Bis zum Ende des 14. Jahrhunderts gab es tännesbergische Streubesitzungen und Rechte in Oberndorf wie auch im nahen Kemnath, die nach den Auseinandersetzungen zwischen der Kurpfalz und den Paulsdorfern um die Herrschaft Tännesberg im kurpfälzischen Landesverband neu organisiert wurden. Die Abgaben (Zehente) aus Oberndorf waren an das Gotteshaus in Saltendorf zu leisten.

### 15. bis 18. Jahrhundert
Die Dörfer Maierhof und Oberndorf liegen nebeneinander in Flurgemeinschaft. Deshalb werden sie oft gemeinsam aufgeführt.
Oberndorf wurde im Nabburger Salbuch von 1413 ebenfalls aufgeführt. Zu Walpurgis und zu Michaelis wurde eine Steuer von jeweils 36 Pfennig erhoben und von einer Untertanin namens Kollerin von Saltendorf zu Walpurgis 52½ Pfennig und zu Michaelis 62½ Pfennig und 1 Achtel Hafer. Im Salbuch von 1473 wurde Oberndorf mit einer Steuer von 2 Pfund 2 Schilling 13 Pfennig verzeichnet. Im Salbuch von 1513 war Oberndorf mit Geldzins zu Walpurgis und zu Michaelis von 1 Hof und 1 Halbhof und einem jährlichen Jägergeld von 3 Höfen und 2 Halbhöfen verzeichnet. An Scharwerksdienstleistung musste zusammen mit den Hintersassen der Nachbarorte die herzogliche Wiese von 30 Tagwerk gemäht und abgeerntet werden. Der Maderlohn oblag dabei „meines Herrn Gnad“, war also nicht zwangsläufig gesichert.
Am 20. April 1467 wurde der Zehent „auf dem Bichel“ zwischen Oberndorf und Maierhof durch Heinrich Hertenberger an das Gotteshaus zu Pfreimd verkauft.
Der Ort Oberndorf hatte um 1500 5 Höfe. Ende des 16. Jahrhunderts wurde zweimal jährlich die Türkenhilfe erhoben. Oberndorf ist im Verzeichnis der Reichs- und Türkenhilfe von 1595 verzeichnet mit 1 Untertanen und einer Abgabe von 1 Gulden 25 Kreuzer 3 Pfennig. Im Amtsverzeichnis von 1596 erschien Oberndorf mit 6 ganzen Höfen, 2 Halbhöfen und einem Söldengütel.
Während des Dreißigjährigen Krieges erlebte die Region einen Bevölkerungsrückgang. Maierhof und Oberndorf zusammen hatten 1500 8 Untertanen, 1523 und 1583 9 Untertanen, 1631 8 Untertanen, 1658 7 Untertanen und 1712 8 Untertanen. Die Kriegsaufwendungen betrugen 1079 Gulden. Als die Regierung in Amberg am 14. Januar 1639 die unterstellten Ämter aufforderte, die Belegfähigkeit einzelner Orte für die Winterquartiere der Soldaten zu melden, wurden für Oberndorf und Maierhof 4 vorhandene Haushaltungen berichtet.
Im Türkensteueranlagsbuch von 1606 waren für Oberndorf und Maierhof zusammen 6 ganze Höfe, 1 Halbhof, 1 Gut, 1 Haus, 20 Ochsen, 28 Kühe, 25 Rinder, 3 Stiere, 7 Schweine, 8 Frischlinge, 60 Schafe und eine Steuer von 29 Gulden 25 Kreuzer eingetragen.
Im Steuerbuch der frei-eigenen Hofmark Weihern erschien 1630 Oberndorf mit 1 Hof, 4 Ochsen, 3 Kühen, 3 Rindern, 1 Frischling und einer Steuer von 2 Gulden 55 Kreuzer.
Die Herdstättenbücher von 1721 und 1762 zeichneten ebenfalls Oberndorf und Maierhof zusammen auf. Im Herdstättenbuch von 1721 waren 9 Anwesen, 10 Häuser und 10 Feuerstätten verzeichnet. Im Herdstättenbuch von 1762 waren 9 Herdstätten, 5 Inwohner und 1 Herdstätten im Hirtenhaus 1 Inwohner verzeichnet.
Zusätzlich waren für Oberndorf verzeichnet zur frei-eigenen Hofmark Weihern im Herdstättenbuch von 1721 ein Anwesen, ein Haus und eine Feuerstätte und im Herdstättenbuch von 1762 eine Herdstätte, kein Inwohner.
1792 hatte Oberndorf 9 hausgesessene Amtsuntertanen. Ende des 18. Jahrhunderts gehörte ein Teil der Zehente zur Kirche Pfreimd, ein Teil zur Pfarrei Trausnitz im Tal und ein Teil zum Spital Nabburg.
1808 hatte Oberndorf 8 Anwesen:
- Riesengauglhof, Inhaber Martin Dietrich
- Reicherlhof, Inhaber Johann Muzbauer
- Hirmerhof, Inhaber Johann Hirmer
- Schneidermichlhof, Inhaber Wolfgang Pieler
- Lenzenhof, Inhaber Bartholomäus Betz
- alter Liendlhof, Inhaber Wolfgang Muzbauer junior
- junger Liendlhof, Inhaber Wolfgang Muzbauer senior
- Maierhof, Inhaber Johann Maier[13]

### 19. und 20. Jahrhundert
1808 begann in Folge des Organischen Ediktes des Innenministers Maximilian von Montgelas in Bayern die Bildung von Gemeinden. Dabei wurde das Landgericht Nabburg zunächst in landgerichtische Obmannschaften geteilt. Oberndorf kam zur Obmannschaft Saltendorf. Zur Obmannschaft Saltendorf gehörten: Saltendorf, Damelsdorf, Neunaigen, Oberndorf und Maierhof.
Dann wurden 1811 in Bayern Steuerdistrikte gebildet. Dabei wurde Oberndorf Steuerdistrikt. Der Steuerdistrikt Oberndorf bestand aus dem Dorf Oberndorf, dem Weiler Maierhof und der königlichen Waldung Hailohe. Er hatte 13 Häuser, 90 Seelen, 145 Morgen Äcker, 25 Morgen Wiesen, 60 Morgen Holz, 20 Morgen öde Gründe und Wege, 20 Ochsen, 15 Kühe, 25 Stück Jungvieh, 30 Schafe und 16 Schweine.
Schließlich wurde 1818 mit dem Zweiten Gemeindeedikt die übertriebene Zentralisierung weitgehend rückgängig gemacht und es wurden relativ selbständige Landgemeinden mit eigenem Vermögen gebildet, über das sie frei verfügen konnten. Hierbei kam Oberndorf zur Ruralgemeinde Neunaigen. Die Gemeinde Neunaigen bestand aus den Ortschaften Neunaigen mit 51 Familien, Holzhammer mit 3 Familien, Oberndorf mit 11 Familien und Maierhof mit 9 Familien.
1972 wurde die Gemeinde Neunaigen in die Gemeinde Oberköblitz eingegliedert. 1974 wurde die Gemeinde Oberköblitz mit dem Markt Wernberg zur Gemeinde Wernberg-Köblitz zusammengelegt.
Oberndorf gehörte 1838 zur Filialkirche Saltendorf, Pfarrei Weihern. 1879 wurde Oberndorf aus der Filialkirche Saltendorf, Pfarrei Weihern in die Expositur St. Vitus, Neunaigen, Pfarrei Kemnath am Buchberg, Dekanat Nabburg umgepfarrt. 1997 hatte Oberndorf 24 Katholiken.

## Einwohnerentwicklung ab 1819
| Jahr | Einwohner   | Gebäude |
| ---- | ----------- | ------- |
| 1819 | 11 Familien | k. A.   |
| 1828 | 58          | 8       |
| 1838 | 50          | 9       |
| 1864 | 62          | 41      |
| 1875 | 64          | 41      |
| 1885 | 59          | 9       |
| 1900 | 49          | 8       |
| 1913 | 51          | 7       |

| Jahr | Einwohner | Gebäude |
| ---- | --------- | ------- |
| 1925 | 38        | 7       |
| 1950 | 39        | 7       |
| 1961 | 27        | 7       |
| 1964 | 27        | 7       |
| 1970 | 30        | k. A.   |
| 1987 | 22        | 7       |
| 2011 | 25        | k. A.   |